# Lupoaia (okręg Vâlcea)
Lupoaia – wieś w Rumunii, w okręgu Vâlcea, w gminie Pesceana. W 2011 roku liczyła 224 mieszkańców.